# Lijst van medewerkers van MythBusters
Dit is een lijst van medewerkers van het programma MythBusters. Naast de hoofdpresentatoren Jamie Hyneman, Adam Savage, Tory Belleci, Kari Byron en Grant Imahara, hebben nog een aantal anderen (tijdelijk) aan de serie meegewerkt. Daarnaast waren er geregeld gasten aanwezig vanwege hun ervaring op het gebied van een bepaalde mythe.

## Voormalig en eervolle MythBusters

### Christine Chamberlain
Christine Chamberlain was een "MythTern" (MythBusters Intern) die bij het MythBustersteam kwam door een wedstrijd van Discovery Channel, en het gehele tweede seizoen meewerkte.

### Scottie Chapman
Scottie Chapman is een voormalig lid van de Junior MythBusters, of het Build Team zoals ze ook wel worden genoemd. Bij de MythBusters stond ze bekend als de "Mistress of Metal" vanwege haar ervaring op het gebied van metaalbewerking. Ze verliet het programma na seizoen twee om naar eigen zeggen "persoonlijke redenen". In seizoen 5 helpt ze bij episode om de schans te maken om een raket auto te lanceren.

### Robert Lee
Robert Lee' voorziet de afleveringen altijd van commentaar, vaak met een hoop humor. In sommige regio’s, waaronder in Nederland, wordt het commentaar verzorgd door de Brit Robin Banks.

### Jess Nelson
Jess Nelson “verscheen voor het eerst in MythBusters in seizoen 3 in de "Archimedes' Death Ray" aflevering waarin ze lid was van een van de teams die meededen aan de door de MythBusters georganiseerde wedstrijd een spiegel te bouwen waarmee een schip in brand kon worden gestoken. Ze deed ook mee in de Whirlpool of Death aflevering uit seizoen 4, de Mega Movie Myths 2 Hour Special aflevering en Aflevering 63 Air cilinder rocket van seizoen 4.

### Heather Joseph-Witham
Heather Joseph-Witham is deskundige op het gebied van folklore en broodjeaapverhalen, waardoor ze vaak door de MythBusters om advies en achtergrondinformatie werd gevraagd.

### Jessi Combs
Jessi Combs was een Amerikaanse televisiepersoonlijkheid, die eerder te zien was in Xtreme 4x4 en Overhaulin'. Ze nam van aflevering 132 t/m aflevering 138 de plaats in van Kari Byron, omdat ze met zwangerschapsverlof was.

## Niet-menselijke assistenten

### Buster
Buster is een crashtestdummy die, hoewel hij eigenlijk geen medewerker is omdat hij een levenloze pop is, toch een zeer belangrijke rol speelt bij veel mythes. Vooral omdat hij de plaats inneemt van een mens bij het testen van de meer gevaarlijke mythen. Buster werd geïntroduceerd in het eerste seizoen voor de Exploding Toilet mythe. Adam kocht Buster om de plaats in te nemen van Jamie voor het testen van de mythe, en Jamie gaf Buster zijn naam.
Bij het testen van de mythes werd Buster geregeld blootgesteld aan omstandigheden die veel extremer waren dan waar hij eigenlijk voor was ontworpen. In de loop van de serie viel hij geregeld uit elkaar, werd verbrand, geplet en opgeblazen, tot het punt dat hij onherkenbaar beschadigd was. Uiteindelijk was hij er zelfs zo erg aan toe dat een gehele aflevering werd gewijd aan het upgraden van Buster tot de sterkere "Buster 2.0". De huidige Buster is zo ontworpen dat hij gemakkelijk gerepareerd kan worden en veel meer kan weerstaan dan de vorige. Hij is gemaakt van een speciale silicone genaamd "Dragon Skin", met houten botten die ongeveer net zoveel konden hebben als menselijke botten. Zijn oorspronkelijke hoofd werd nog wel bewaard, maar moest ook worden vervangen na een ongeluk tijdens het testen van de Escape Slide Parachute-mythe.
De MythBusters hebben Buster vaak aan moeten passen aan speciale omstandigheden. Bijvoorbeeld om iets vast te kunnen houden (zoals in "Plywood Builder"), te kunnen springen (in "Elevator of Death") en klappen uit te kunnen delen (in de Shark Week special).

### Simulaids
Buster heeft er inmiddels een "familie" bijgekregen in de vorm van vier Simulaids (wat minder sterke crashtestdummy's): "Randy" (vader), "Jane" (moeder), "Suzy" (dochter) en een nog geen naam gegeven zoon. Deze werden aangeschaft omdat Buster, zelfs in zijn huidige vorm, steeds moeilijker te repareren was, en niet alle mythes goed getest kunnen worden met Buster vanwege zijn gewicht en omvang. Dit was bijvoorbeeld het geval bij de mythe dat je met een schommel 360 graden kan draaien. Hier was Buster ongeschikt omdat de mythe betrekking had op een kind, en Busters omvang + gewicht gelijk is aan die van een volwassene.

### Ted
Een pop geheel gemaakt van ballistische gel. Deze pop wordt gebruikt indien de MythBusters vooraf al kunnen voorspellen dat de mythe niets heel zal laten van de testpersoon, en het niet belangrijk is om te meten hoe gewond iemand zou raken indien de mythe plaatsvindt. De eerste gelpop kreeg de naam Ted, en deed twee mythes mee. Latere gelpoppen hebben geen naam gekregen.

### Deadblow
Deadblow is Grants robot waarmee hij ooit battlebots won. De robot functioneert nog steeds, en wordt soms door Grant gebruikt bij het testen van mythes.

### Earl
Een auto geschonken aan de MythBusters door een fan. Daar waar de meeste auto’s niet meer dan een mythe meegaan, werd Earl voor meerdere mythes gebruikt.

## Gasten
- Peter Anderson: Stofzuiger monteur - (Levitation Machine, Jet Engine Vacuum). Peter regelde de stofzuigermotors voor de experimenten van de MythBusters, en gaf hen technisch advies over hoe je ze moet gebruiken (en efficiënt kan misbruiken).
- Lester Apple: Liftmonteur - (Elevator of Death) Jamie en Adam zochten Lester op voor advies toen ze de Elevator of Death mythe onderzochten. Hij gaf het advies om in een vallende lift plat op de grond te gaan liggen.
- Frank Doyle: oud FBI agent - (Concrete Dynamite, Car Capers Revisit, Exploding Pants, Crimes and Myth-demeanors 2) Frank assisteerde de MythBusters bij het opblazen van een cementmolen. Hij regelde ook de lichtspoorkogels voor het hertesten van de mythe dat je een benzinetank kunt doen ontploffen door er een kogel in te schieten.
- Eric Gates: Raket expert - (JATO Chevy, Ming Dynasty Astronaut, Swingset 360, Confederate Rocket revisit) Eric leverde raketten en de benodigde kennis hierover bij verschillende mythes.
- Ray Guy: professioneel Football speler - (Helium Filled Footballs) Werd geïnterviewd voor de mythe dat de Oakland Raiders football ballen met helium zouden vullen om ze verder te kunnen schoppen.
- Ricky Jay: Oud recordhouder kaartwerpen - (Killer Deck) Ricky Jay werd vooral uitgenodigd in een aflevering vanwege zijn enorme talent voor het gooien van speelkaarten. Voor zijn optreden bij de MythBusters speelde hij het personage Henry Gupta in de film Tomorrow Never Dies.
- Jim Long: professioneel boogschutter - (Splitting an Arrow Revisit) werd erbij gehaald om de mythe dat je een pijl kan splijten met een andere pijl voorgoed te ontkrachten.
- Roger L. McCarthy: Voorzitter van Exponent Incorporated - (Ice Bullet, Steam Cannon) Roger verklaarde waarom zogenaamde “Magische Kogels” onmogelijk zijn. Ook droeg hij bij aan de ontwikkeling van het stoomkanon.
- Jack Morocco: Pyrotechneut - (Tree Cannon, The Mad Trombonist, Concrete Dynamite) Jack gaf de MythBusters de nodige explosieven voor verschillende mythes.
- Sgt. J. D. Nelson: Alameda County Sheriff Sergeant/EOD Team leider - (Exploding Pants, Dynamite Paint Job) "JD" hield toezicht op het gebruik van de Alameda County Sheriff's "Range One" in Dublin.
- Sgt. Alan Normandy: Zuid San Francisco Politie Sergeant/Court-Certified vuurwapen expert - (Blown Away, Finger in a Barrel, Catching a Bullet in Your Teeth, Bullets Fired Up, Mega Movie Myths) Alan helpt de MythBusters geregeld om legaal aan zware vuurwapens te komen om mythes over kogels te testen.
- Ben "Cadillac Ben" Rillie: Fan - "Cadillac Ben" doneerde zijn Cadillac aan de MythBusters in de hoop dat ze hem zouden vernietigen. Dat gebeurde uiteindelijk toen ze hem uit een 20 meter hoge kraan lieten vallen om Buster 2.0. te testen.
- Dr. Roger Schwenke: Geluidstechnicus voor Meyer Sound - (Duck Quack Echo, Brown Note, Voice Breaking Glass) - Dr. Schwenke is een geluidsexpert die vooral door Adam een eervolle MythBuster wordt genoemd voor zijn hulp bij de mythe dat je een glas kan breken met je stem.
- Jaime Vendera: Zanger, vocale coach - (Breaking Glass) Jaime hielp Adam en Jamie (Hyneman) de mythe dat je een glas kan breken met je stem te bevestigen. Voor zover bekend is hij de eerste die ooit op film daadwerkelijk een wijnglas brak met enkel zijn stem.